# DN13C
DN13C este un drum național de 31 km, care face legătura între Vânători, Mureș (DN13) și Morăreni, Harghita (DN13A).